# Zaryń (stacja kolejowa)
Zaryń – jedna ze stacji kolejowych na magistrali węglowej w Zaryniu (powiat koniński). 
Przed stacją w 2006 doszło do zderzenia 2 pociągów towarowych, gdzie śmierć poniosła 1 osoba.
| Zaryń                            |  |                                        |
| Linia 131 Chorzów Batory – Tczew |  |                                        |
| Babiakodległość: 11,233 km       |  | Piotrków Kujawski odległość: 12,052 km |